# Monophyllaea selaborensis
Monophyllaea selaborensis är en tvåhjärtbladig växtart som beskrevs av Brian Laurence Burtt. Monophyllaea selaborensis ingår i släktet Monophyllaea och familjen Gesneriaceae. Inga underarter finns listade i Catalogue of Life.